# Toxoproctis altilodra
Toxoproctis altilodra är en fjärilsart som beskrevs av Holloway 1976. Toxoproctis altilodra ingår i släktet Toxoproctis och familjen tofsspinnare. Inga underarter finns listade i Catalogue of Life.